# Thoroughblades du Kentucky
Les Thoroughblades du Kentucky sont une ancienne franchise professionnelle de hockey sur glace de la Ligue américaine de hockey.

## Histoire
Créés en 1996, les Thoroughblades, basés à Lexington au Kentucky étaient le club-école des Sharks de San José de la Ligue nationale de hockey.
Pendant les cinq années passées dans la LAH, ils accédèrent chaque saison aux séries éliminatoires, se faisant éliminer à quatre reprises par le bête noire, les Bears de Hershey. La seule saison où ils les battirent, ils furent arrêtés au tour suivant par les Phantoms de Philadelphie.
En 2001, l'équipe fut déménagée à Cleveland, dans l'Ohio, et devient les Barons de Cleveland.

## Statistiques
| Saison    | PJ | V  | D  | N  | DP | Pts | BP  | BC  | Classement Final          | Séries éliminatoires         |
| --------- | -- | -- | -- | -- | -- | --- | --- | --- | ------------------------- | ---------------------------- |
| 1996-1997 | 80 | 36 | 35 | 9  | 0  | 81  | 278 | 284 | 3e division Mid-Atlantic  | 1-3 Hershey                  |
| 1997-1998 | 80 | 29 | 39 | 9  | 3  | 70  | 241 | 278 | 3e division Mid-Atlantic  | 1-3 Hershey                  |
| 1998-1999 | 80 | 44 | 26 | 7  | 3  | 98  | 272 | 220 | 2e division Mid-Atlantic  | 3-2 Hershey 3-4 Philadelphie |
| 1999-2000 | 80 | 42 | 25 | 9  | 4  | 97  | 250 | 211 | 1er division Mid-Atlantic | 3-1 Louisville 1-4 Hershey   |
| 2000-2001 | 80 | 42 | 25 | 12 | 1  | 97  | 273 | 212 | 1er division South        | 0-3 Hershey                  |

## Entraîneurs
- Jim Wiley (1996-1998)
- Roy Sommer (1998-2001)

## Records d'équipe

### Saison
Buts : 43 -  Jan Čaloun (1996-97)
Aides : 63 -  Steve Guolla (1997-98)
Points : 100 - Steve Guolla (1997-98)
Minutes de pénalité : 506 -  Garrett Burnett (1999-00)
Moyenne de buts encaissés par partie : 2,24 -  Miikka Kiprusoff (2000-01)
%Arrêt : 92,6 % - Miikka Kiprusoff (2000-01)

### En carrière
Buts : 88 - Steve Guolla
Aides : 132 - Steve Guolla
Points : 220 - Steve Guolla
Minutes de pénalité : 692 - Garrett Burnett
Victoires de gardien : 42 -  Jamie Ram,  Miikka Kiprusoff
Blanchissages : 7 -  Jamie Ram
Nombre de parties : 247 -  Jarrett Deuling